# Alamoe
Alamoe, ook wel Alamun, was een Surinaams marronleider. Alamoe was al in 1850 de hoogste leider van de Kwinti's. In 1887, toen hij zich met zijn stam langs de Coppename had gevestigd, werd hij door het gouvernement erkend als opperkapitein.

## Biografie
Alamoe stond bekend als een streng, tot soms wreed leider. Om daaraan te ontsnappen zijn er burgers geweest die van de Saramaccarivier naar de Boven-Coppename.

### Vrede met de Matawai
Tegen 1850 trokken de Kwinti's van de Corantijn naar de Saramaccarivier, waar zij onder leiding van Alamoe vrede sloten met de Matawai, een andere marronstam in Suriname. Hier stichtten ze meerdere dorpen, waaronder Paka Paka, Kwatahede, Makaya Pingo, Toekoesi en Wana Kompa Faya. De vrede met de Matawai betekende indirect ook vrede met het gouvernement. Sinds de afschaffing van de slavernij in 1863 werden de dorpen van de Kwinti's dan ook apart vermeld in de documenten van het gouvernement.

### Transmigratie naar de Coppenamerivier
Hun woongebied zo dicht bij Matawai dorpen leidde tot onenigheden met hun granman Noah Adrai Vroomhart. Na een aantal conflicten stelde het gouvernement toen een nieuw leefgebied voor langs de Coppenamerivier. Hun eerste dorp daar noemden ze Kompoakeise (vertaald: ontkomen aan de keizer, oftewel de granman van de Matawai), wat vrij snel verbasterde in Copenkrisi (Coppen Krissi).
In 1887 volgde de officiële erkenning van de Kwinti's door het gouvernement met de installatie van Alamoe als hoofd van de Kwinti's. In latere officiële stukken werd gesproken van opperkapitein. Hiermee kreeg hij ook het recht om andere marrons te weren als zij zich zouden willen vestigen in dit gebied. Hij kreeg alleen het gezag over de Kwinti's langs de Coppename. De Kwinti's die waren achtergebleven langs de Saramaccarivier vielen niet onder zijn gezag maar onder granman Adrai. Het woongebied werd in 1894 ingeperkt tot tussen de Blakawatrakreek en de Raleighvallen om eventuele problemen met bosexploitanten te voorkomen.

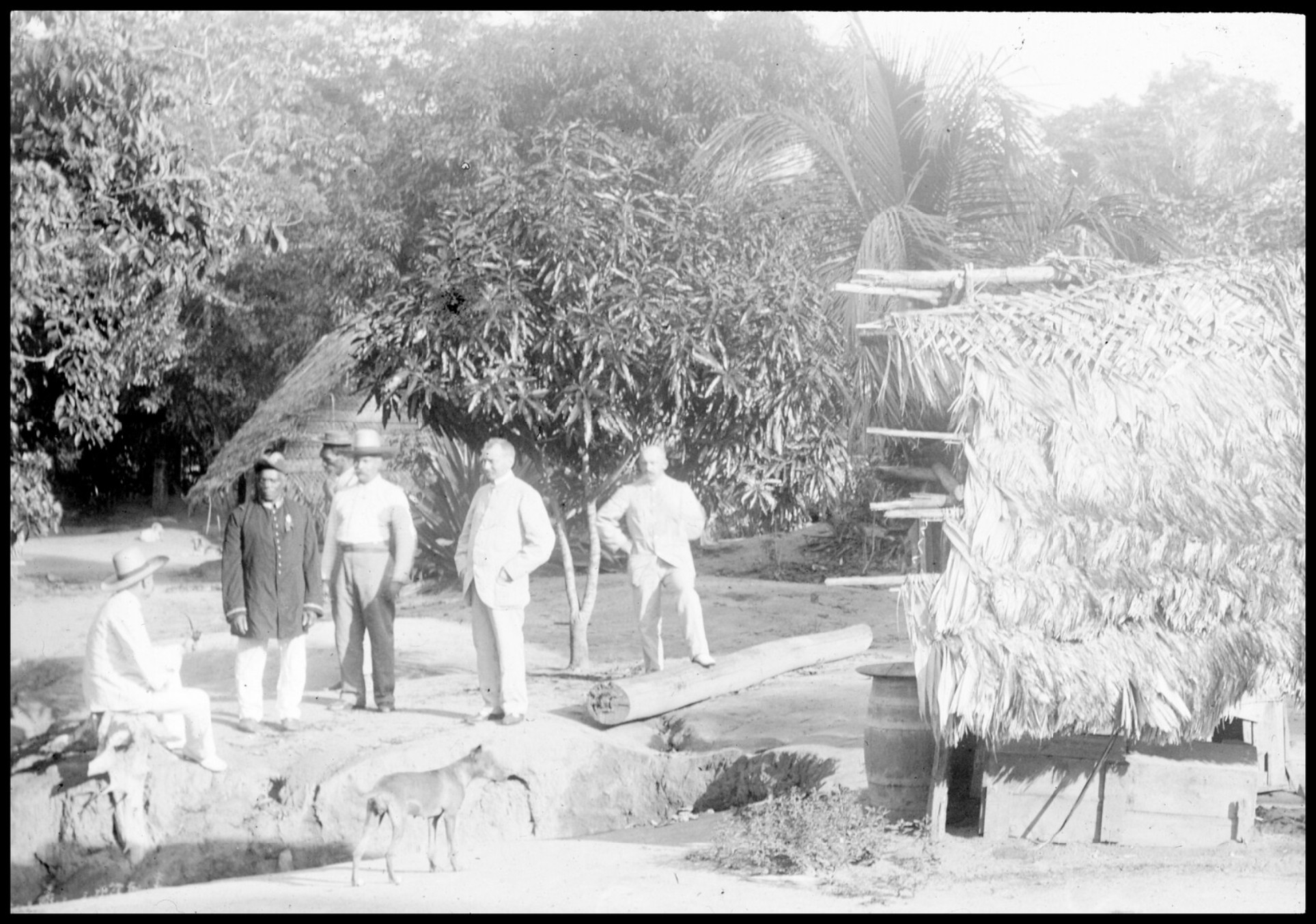
Leden van de Coppename-expeditie, v.l.n.r. L.A. Bakhuis, hoofdkapitein Alamoe, W.L. Loth, H.A. Boon en A.C. van Stockum

In augustus 1901 gaf hij in uniform een officieel ontvangst aan de leden van de Coppename-expeditie. Ze kregen het school- en kerkgebouw en een royale tent met een pindadak als tijdelijk verblijf aangewezen. In 1902 kreeg hij te maken met een moord op een van zijn onderdanen door een balatableeder, die hij vastnam. Hij gaf de moord door aan Paramaribo, maar toen de schotwonden moesten worden onderzocht, konden geen werkers gevonden worden die bereid waren om het lijk op te graven. Het onderzoek hield daarmee op en de verdachte werd vrijgelaten. Later liet hij in tegenzin van het gouvernement voetangels of klemmen plaatsen op zijn grondgebied, zo bevestigde hij tijdens zijn bezoek toen in Paramaribo.
In 1905 ging hij op uitnodiging van het gouvernement naar Paramaribo. Hiervan is hij niet meer teruggekeerd.